# 丹特 (南达科他州)
丹特（英語：Dante），是美国南达科他州下属的一座城市。根据2010年美国人口普查，该市有人口85人。论人口在本州排行第243。